# Stephen Pickell
Stephen Pickell (Vancouver, 11 agosto 1957) è un ex nuotatore canadese.
Specializzato nel dorso, ha vinto la medaglia d'argento nella staffetta 4x100 m misti alle Olimpiadi di Montréal 1976.

## Palmarès
- Olimpiadi
  - Montréal 1976: argento nella staffetta 4x100 m misti.